# Дульковщизна
Дульковщизна (пол. Dulkowszczyzna) — село в Польщі, у гміні Ліпськ Августівського повіту Підляського воєводства.
Населення — 110 осіб (2011).
У 1975-1998 роках село належало до Сувальського воєводства.

## Демографія
Демографічна структура станом на 31 березня 2011 року:
|          | Загалом | Допрацездатний вік | Працездатний вік | Постпрацездатний вік |
| -------- | ------- | ------------------ | ---------------- | -------------------- |
| Чоловіки | 50      | 13                 | 31               | 6                    |
| Жінки    | 60      | 15                 | 33               | 12                   |
| Разом    | 110     | 28                 | 64               | 18                   |